# Voglio essere tua (Giordana Angi)
Voglio essere tua è il primo album in studio della cantautrice italiana Giordana Angi, pubblicato l'10 ottobre 2019.
L'album è stato ristampato il 7 febbraio 2020 con il titolo Voglio essere tua (Sanremo Edition), in una nuova edizione contenente quattro tracce aggiuntive, compreso il singolo Come mia madre con cui la cantautrice ha partecipato al Festival di Sanremo 2020.

## Tracce
1. Oltre mare (feat. Alberto Urso) – 3:38
2. Stringimi più forte – 3:40
3. Le 4 Milano – 3:29
4. Voglio essere tua – 3:38
5. Ti vorrei adesso – 3:29
6. Lola – 4:03
7. Sempre pronti a giudicare – 3:32
8. Paura di morire non ne ho – 2:39
9. 400 proiettili – 2:50
10. Encore – 4:32

Tracce bonus della Sanremo Edition
1. Come mia madre – 2:53
2. Seconda pelle – 3:36
3. La tua eredità – 3:11
4. Dèsolè – 2:49

## Classifiche
| Classifica (2019) | Posizione massima |
| ----------------- | ----------------- |
| Italia            | 1                 |
| Svizzera          | 92                |